# Schrieken
De Schrieken is een natuurgebied gelegen in het zuiden van Beerse en is ongeveer 13 ha groot. In het gebied vinden we vennen, gemengd loofbos, naaldbossen en graslanden met houtkanten. Er komen verschillende zeldzame plant- en diersoorten voor. Het complex van de Schrieken, Diepte en Epelaar is Europees beschermd als onderdeel van Natura 2000-gebied 'Bos- en heidegebieden ten oosten van Antwerpen'.

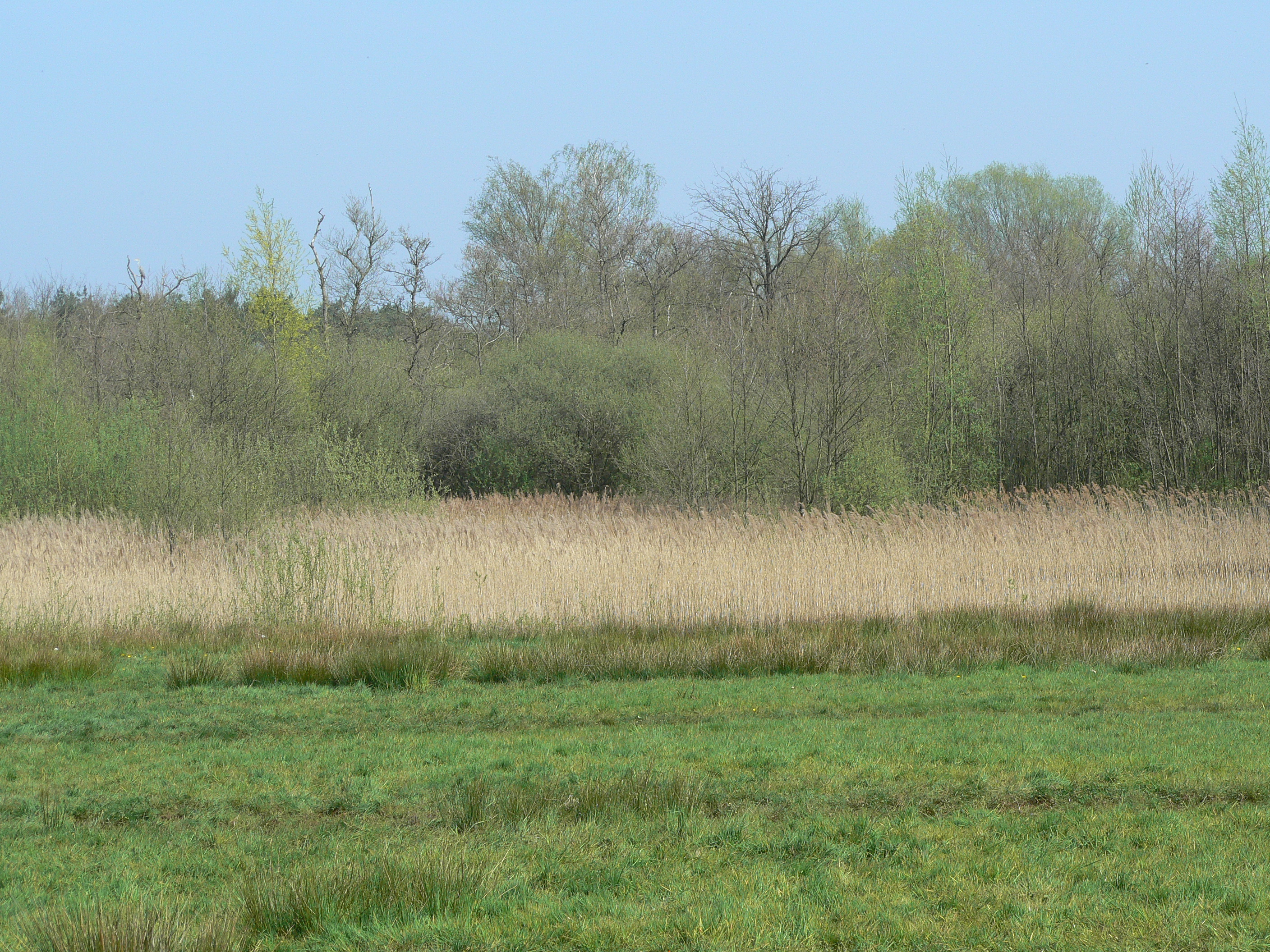
de Schrieken

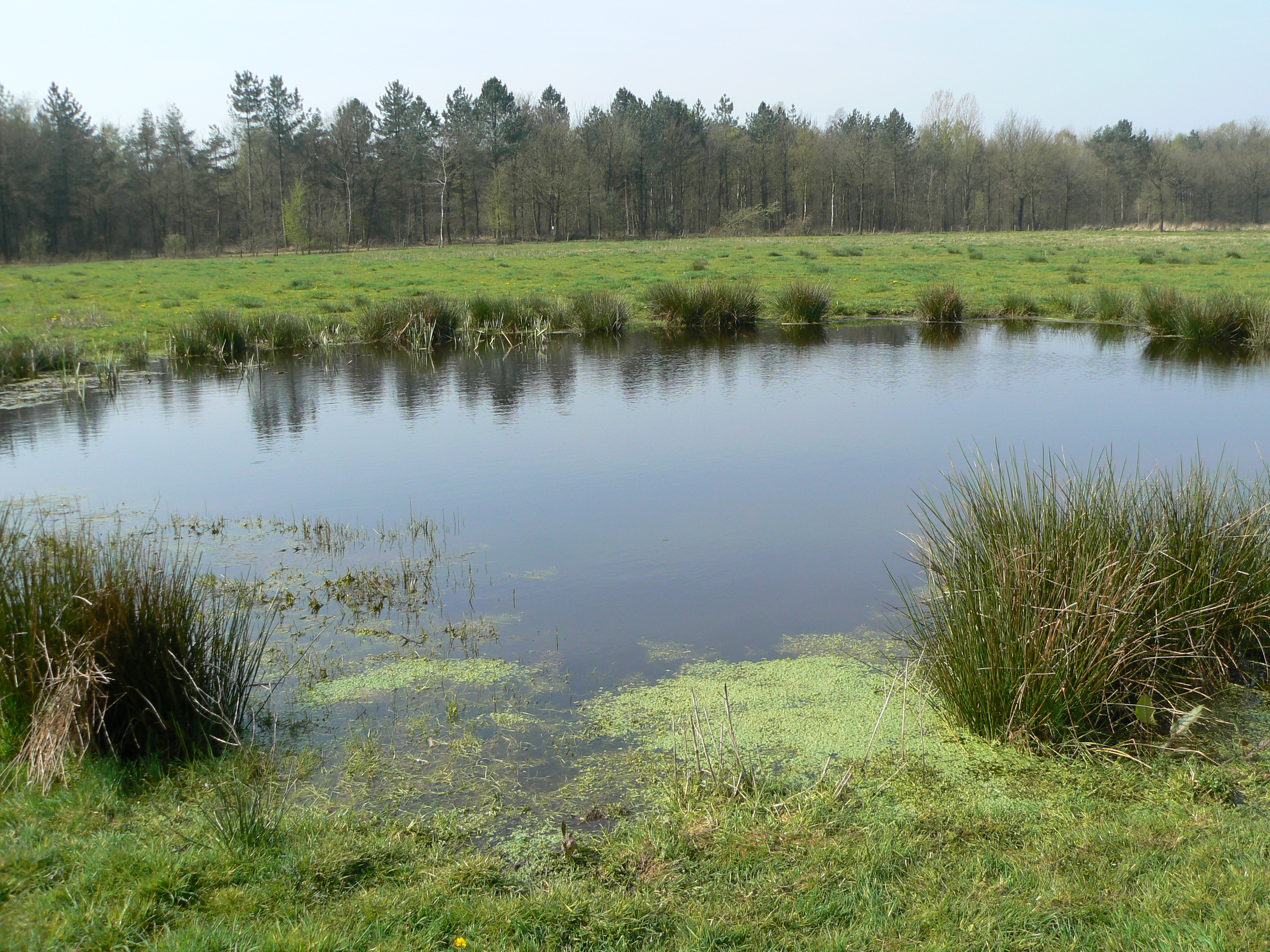
ven

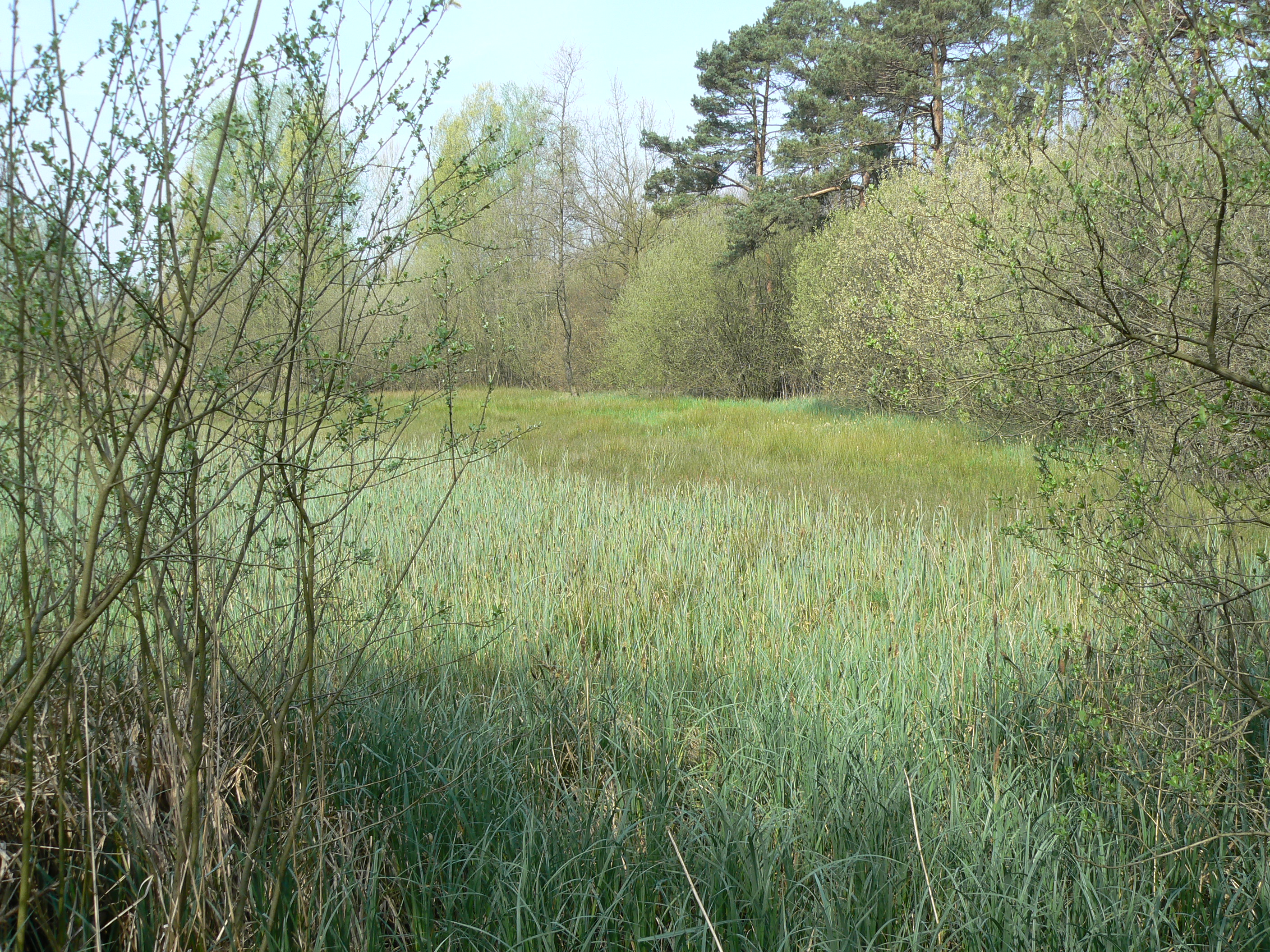
moeras

## Geschiedenis
Het bosgebied Schrieken werd reeds vermeld in 1333 als deel van "aard van de zes dorpen". Jan III van Brabant, verkocht in 1333 de gemeenten Beerse, Vlimmeren, Wechelderzande, Lille, Gierle en Vosselaar, ongeveer 3250 ha woeste grond, gekend als "gemeenschappelijke aard". In 1722 vaardigde keizerin Maria Theresia een ordonnantie uit. Met dit decreet werd de gemeente verplicht al de braakliggende gronden te ontginnen of te verkopen voor ontginning.
In 1822 werd de "gemeentelijke aard" verdeeld tussen de 6 dorpen. Oorspronkelijk was een "aard", braakliggende, woeste grond met landduinen, vennen, moerassen met verspreide berk, eik, vliegdennen en struiken. De bewoners mochten hier hun schapen laten grazen, heide maaien, bezemrijs kappen, bijenkorven plaatsen. Ook werd hier "turf" gestoken en dit voor de verwarming van de woning.
Tegenwoordig is het gebied eigendom van de gemeente Beerse en is in beheer van het Agentschap voor Natuur en Bos.